# Adam Rybakowicz

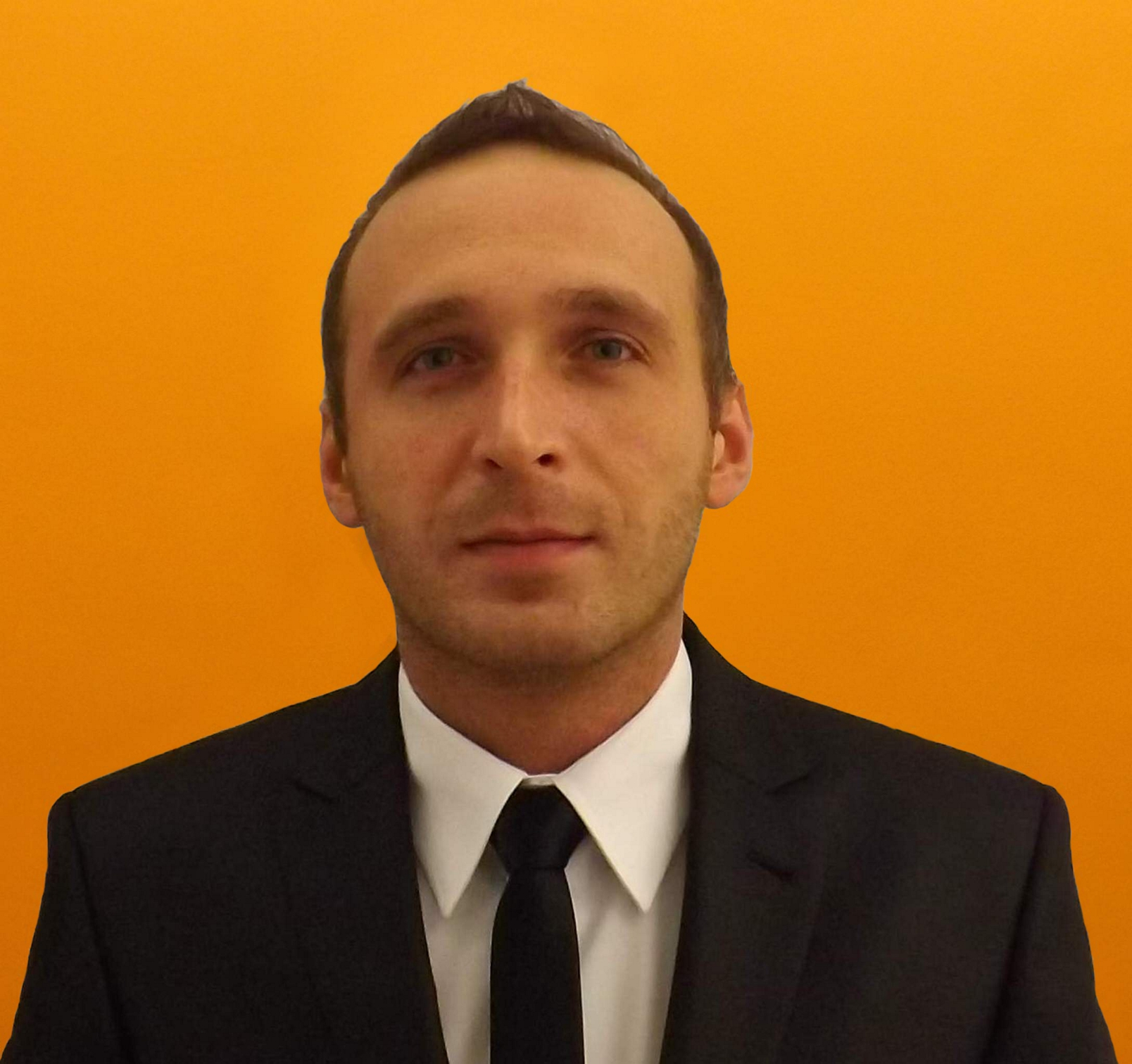
Adam Rybakowicz (2013)

Adam Rybakowicz (* 4. April 1984 in Augustów) ist ein polnischer Politiker der Ruch Palikota (Palikot-Bewegung).
2005 schloss er das Gymnasium Beta in Białystok ab.
Im Jahr 2002 machte er sich selbständig, 2011 verfügte er über fünf Ladengeschäfte. Er studiert Politikwissenschaft an der Humanistischen Hochschule Aleksander Gieysztor (Akademia Humanistyczna im. Aleksandra Gieysztora) in Pułtusk, schloss das Studium aber bisher nicht ab (Stand 2012).
Im Oktober 2010 trat er der Ruch Poparcia Palikota, dem Vorgänger der Ruch Palikota bei.
Bei den Parlamentswahlen 2011 stimmten 11.792 Wähler im Wahlkreis 24 Białystok für Adam Rybakowicz, womit er ein Mandat für den Sejm erhielt.